# Erronus camensis
Erronus camensis är en insektsart som beskrevs av Hamilton och Zack 1999. Erronus camensis ingår i släktet Erronus och familjen dvärgstritar. Inga underarter finns listade i Catalogue of Life.